# Epidendrum macrum
Epidendrum macrum är en orkidéart som beskrevs av Robert Louis Dressler. Epidendrum macrum ingår i släktet Epidendrum och familjen orkidéer. Inga underarter finns listade i Catalogue of Life.